# Sara Ellison
Sara Louise Ellison est une astronome britannique. Lauréate du prix d'astronomie Annie J. Cannon en 2004, ses recherches portent sur l'astronomie extragalactique d'observation, les fusions et l'évolution des galaxies, la chimie galactique et les noyaux galactiques actifs.

## Formation
Sara Ellison s'inscrit en physique et sciences spatiales à l'Université du Kent en 1993 et obtient un MSc en physique en 1997. Elle passe son doctorat en astronomie de l'Université de Cambridge en 2000 avec sa thèse The chemical evolution of QSO absorbers.

## Carrière et recherches
Après ses études supérieures, Sara Ellison travaille au Chili pendant trois ans grâce à une bourse de l'Observatoire européen austral puis rejoint l'Université de Victoria au Canada en tant que professeure adjointe en 2003. En 2008, elle est sélectionnée comme chaire d'excellence en recherche du Canada (niveau II). La même année, elle devient professeure agrégée et en 2014 professeure titulaire à l'Université de Victoria.
Les principaux thèmes de recherche de Sara Ellison sont l'étude des raies spectrales dans les spectres de quasars et l'étude des effets de l'environnement sur l'évolution des galaxies. Son travail sur les quasars s'est tourné vers l'étude de la chimie des gaz le long de la ligne de visée des quasars tels que les systèmes Lyman-alpha amortis et la forêt Lyman-alpha,. Une grande partie des travaux les plus récents s'est concentrée sur l'utilisation de paires proches de galaxies dans le Sloan Digital Sky Survey pour étudier comment les interactions des galaxies affectent leur évolution,.

## Reconnaissance
- 2021: CASCA Martin Award[11]
- 2020: REACH Silver medal for research[12]
- 2020: Présidente de la Société canadienne d'astronomie (CASCA)
- 2018: Vice-Présidente de la Société canadienne d'astronomie (CASCA)
- 2015: Elected member of the Royal Society of Canada's College for New Scholars
- 2014: Royal Society of Canada - Rutherford Memorial medal in physics[13]
- 2009: Faculty of Science excellence in research award[14]
- 2007: NSERC Discovery Accelerator Supplement
- 2004: Prix d'astronomie Annie J. Cannon

## Publications
Sarah Ellison est l'auteure de nombreux articles de recherche, dont :
- Metallicity Calibrations and the Mass-Metallicity Relation for Star-forming Galaxies. Kewley, Lisa J.; Ellison, Sara L. The Astrophysical Journal, Volume 681, Issue 2, p. 1183-1204 (2008). DOI: 10.1086/587500
- Galaxy Pairs in the Sloan Digital Sky Survey. I. Star Formation, Active Galactic Nucleus Fraction, and the Mass-Metallicity Relation. Ellison, Sara L. ; Patton, David R. ; Simard, Luc & Al. The Astronomical Journal, Volume 135, Issue 5, p. 1877-1899 (2008). DOI: 10.1088/0004-6256/135/5/1877
- Galaxy pairs in the Sloan Digital Sky Survey - IV. Interactions trigger active galactic nuclei. Ellison, Sara L. ; Patton, David R. ; Mendel, J. Trevor, Monthly Notices of the Royal Astronomical Society, Volume 418, Issue 3, p. 2043-2053. DOI: 10.1111/j.1365-2966.2011.19624.x